# Ernst-Edmund Keil

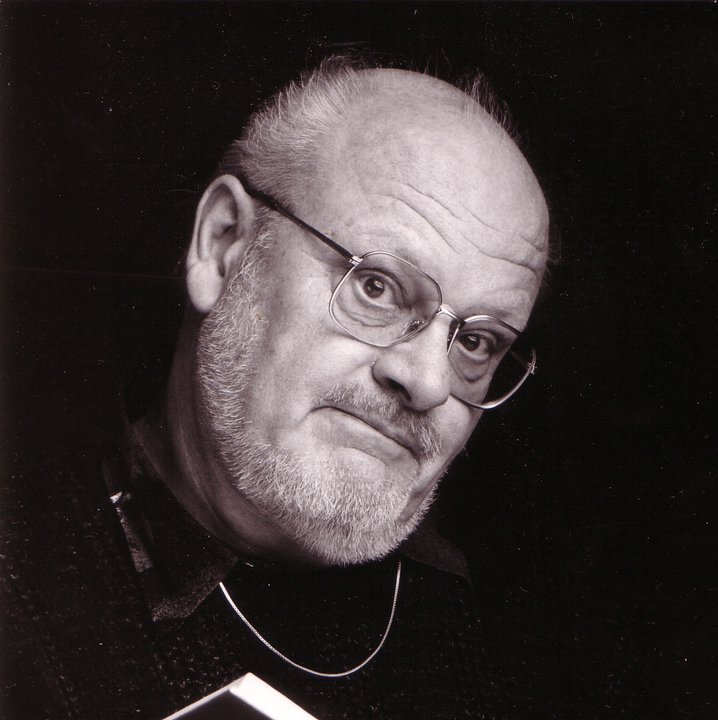
Ernst-Edmund Keil (2014)

Ernst-Edmund Keil (* 12. Dezember 1928 in Duisburg-Huckingen; + 16. November 2021 in Tegernsee (Stadt)) war ein deutscher Schriftsteller.

## Leben
Ernst-Edmund Keil wuchs auf in Düsseldorf, Lüdenscheid, Münster, Berlin und Rosenheim. Er besuchte das Gymnasium in Düsseldorf und studierte nach dem Abitur Germanistik, Anglistik und Kunstgeschichte an der Universität Bonn. Während seines Studiums begann er, journalistische Arbeiten für die Lokalpresse und Gedichte zu veröffentlichten sowie als Rezitator aufzutreten. Nach bestandenem Staatsexamen arbeitete er vorübergehend als Gymnasiallehrer. 1963 ging er nach Spanien, wo er bis 1967 als Lektor für Deutsch und von 1967 bis 1973 als Leiter des Seminars für Deutsche Philologie an der Universität Valencia lehrte. Daneben übersetzte er spanische Belletristik ins Deutsche, wirkte aber auch mit an der Übersetzung deutscher Prosatexte, Lyrik und Theaterstücke ins Spanische. Nach seiner Rückkehr nach Deutschland übte er diverse Tätigkeiten aus, u. a. als Gymnasiallehrer, Dozent an einer Volkshochschule, Verlagsmitarbeiter und Rezitator. Seit 1988 arbeitete er als freier Schriftsteller. Nach einem Aufenthalt in Bayern war Keil zeitweise in Bonn, Schuld (Ahr) und Bad Neuenahr ansässig. Von 1997 bis 2010 lebte er in Sinzig-Bad Bodendorf, seither wohnte er in Tegernsee/Oberbayern. 
Ernst-Edmund Keil war Verfasser von Erzählungen, Essays und Gedichten; daneben wirkte er als Herausgeber und Übersetzer. Er war Mitglied des Verbands Deutscher Schriftsteller sowie des VdÜ.

## Werke
- Ende und Anfang, Bonn 1980
- Tod einer Puppe, Bonn 1980
- Sigismund von Radecki, Bonn 1981
- Einladung nach Schuld, Siegburg
  - 1 (1982)
  - 2 (1985)(1993)
- Franz Kafka, Bonn 1983
- Licht der Levante, Sankt Augustin
  - 1 (1983)
  - 2 (1984)
- Hund mit Dame und andere (sa)tierische Geschichten, Sankt Augustin 1984
- Augenblicke früh, Sankt Augustin 1986
- Jahrentlang, Esslingen a. N. 1986
- Rückkehr nach Ithaka, Sankt Augustin 1986
- Vernissage, Hagen 1986
- Nachdichtungen I  Psalmen (Auswahl), Sankt Augustin 1986
- Nachdichtungen II Das Hohe Lied, Sankt Augustin 1986
- Hommage à Kafka und andere Prosa-Etüden, Sankt Augustin 1988
- Rückkehr an die Ahr, Alfter 1990
- The Happy Birthday/Die Bayrische Witwe, Bonn 1995
- In der Fremde zu Haus oder Rückkehr ins Paradies, Alfter 1995
- Bodendorfer Gedichte 2000-2005, Remagen 2005
- Das Abenteuer der Übersetzung, in: Homenaje a Herta Schulze Schwarz, Valencia 2007

## Herausgeberschaft
- Neue Lyrik und Prosa deutschsprachiger Autoren, Siegburg 1982
- Vier Jahrhunderte deutscher Dichtung vom Baltikum bis zum Banat, Bonn 1983
- Deutsche Dichtung der Jahrhundertmitte vom Baltikum bis zum Banat, Bonn 1984
- Neue Lyrik und Prosa 100 deutschsprachiger Autoren, Sankt Augustin 1984
- Vertrieben ..., Bonn 1985
- Georg Forster: Ansichten vom Niederrhein, Duisburg 1986
- Literarische Reise in 70 Städte der deutschen Ost- und Siedlungsgebiete, Bonn 1987
- Johanna Schopenhauer: An Rhein und Maas, Duisburg 1987
- Gottfried Peter Rauschnick: Mit Zugschiff und Postkutsche von Utrecht nach Koblenz, Duisburg 1988

## Übersetzungen ins Deutsche
- Ignacio Aldecoa: Bitter wie eine Zitronenschale und andere Erzählungen, Recklinghausen 1969
- (Dámaso Alonso): Bécquers Originalität, in: D.A., Essays zur Spanischen Literatur, München 1974
- Luis de León: Ausgewählte Gedichte, Düsseldorf 1989
- Rodrigo Rubio: Gepäck der Liebe, Recklinghausen 1967
- (Rodrigo Rubio): Gepäck der Liebe, München 1973
- William Shakespeare: Ausgewählte Sonette, Bonn 1980

## Übersetzungen ins Spanische
- Gisela Elsner: El retoño, Barcelona 1970 (übersetzt zusammen mit Juan Oleza)
- Johann Wolfgang von Goethe: Poemas del "Divan de oriente y occidente", Málaga 1972 (übersetzt zusammen mit Jenaro Talens)
- Andreas Gryphius: Poemas, Valencia 1972 (übersetzt zusammen mit César Simón)
- Rolf Hochhuth: Soldados, Barcelona [u. a.] 1969 (übersetzt zusammen mit Jacobo Muñoz)
- Friedrich Hölderlin: Poemas, Valencia 1970 (übersetzt zusammen mit Jenaro Talens)
- (Franz von Kutschera): Significado Y Uso de las Palabras, Madrid 1971 (übersetzt zusammen mit J. Blasco)
- Novalis: Escritos escogidos, Madrid 1984 (übersetzt zusammen mit Jenaro Talens)
- Poesía expresionista alemana, Madrid 1981 (übersetzt zusammen mit Jenaro Talens)
- (Wolfdietrich Schnurre): Poemas, Madrid 1969 (übersetzt zusammen mit Juan de Oleza)
- Peter Weiss: La indagación, Barcelona [u. a.] 1968 (übersetzt zusammen mit Jacobo Muñoz)